# Emma Villas Volley 2016-2017
Questa voce raccoglie le informazioni riguardanti l'Emma Villas Volley nelle competizioni ufficiali della stagione 2016-2017.

## Stagione
La stagione 2016-16 è per l'Emma Villas Volley la seconda consecutiva in Serie A2; come allenatore la scelta cade su Paolo Tofoli, mentre la rosa è completamente rinnovata con le uniche conferme di Sergio Noda e Roberto Braga: tra i nuovi acquisti si registrano quelli di Williams Padura, Filippo Vedovotto, Marco Fabroni, Stefano Patriarca, Renato Russomanno, Vincenzo Spadavecchia e Andrea Cesarini e tra le cessioni vi sono quelle di Andrea Marchisio, Mladen Majdak, Jan Willem Snippe, Vincenzo Tamburo, Giacomo Raffaelli, Matteo Pistolesi e Matteo Bortolozzo.
Il campionato si apre con cinque vittorie consecutive: la prima sconfitta arriva alla sesta giornata quando la squadra di Siena è fermata dal Tuscania Volley; le ultime tre gare del girone di andata vedono il club vincere due gare e perderne una, chiudendo al secondo posto in classifica e qualificandosi per la Coppa Italia di categoria. Il girone di ritorno vede l'Emma Villas Volley sempre vittoriosa eccetto alla quindicesima giornata, quando perde nuovamente contro il Tuscania Volley: chiude al primo posto in classifica nel proprio girone accedendo alla pool promozione. Nel girone di andata della seconda fase del campionato vince tutte le partite disputate in casa e perde quelle in trasferta, mentre nel girone di ritorno perde alla prima e all'ultima giornata e vince le tre partite disputate nel mezzo: si classifica al secondo posto. Nei quarti di finale dei play-off promozione supera il Volley Ball Club Mondovì, vincendo sia gara 1 sia gara 2, mentre nelle semifinali, dopo il successo in gara 1 contro la Marconi Volley Spoleto, viene sconfitta nelle successive tre gare ed esce quindi dalla competizione.
Grazie al secondo posto al termine del girone di andata di regular season nel proprio raggruppamento la squadra toscana partecipa alla Coppa Italia di Serie A2: nei quarti di finale ha la meglio sull'Atlantide Pallavolo Brescia, così come in semifinale batte il Volley Ball Club Mondovì; nell'atto finale del torneo vince per 3-0 contro il Tuscania Volley, aggiudicandosi per la prima volta il trofeo.

## Organigramma societario
Area direttiva
- Presidente: Giammarco Bisogno
- Vicepresidente: Francesco Politini
- Segreteria: Francesco Falluomini
- Amministrazione: Monia Lupi

Area organizzativa
- Direttore sportivo: Fabio Mechini
- Dirigente accompagnatore: Andrea Di Marco

Area tecnica
- Allenatore: Paolo Tofoli
- Allenatore in seconda: Fabrizio Grezio
- Scout man: Simone Cruciani
- Responsabile settore giovanile: Luigi Banella
- Direttore tecnico settore giovanile: Simone Cruciani

Area comunicazione
- Addetto stampa: Gennaro Groppa
- Responsabile comunicazione: Chiara Li Volti
- Fotografo: Paolo Lazzeroni
- Video e media: Gabriele Leprini

Area marketing
- Responsabile marketing: Guglielmo Ascheri

Area sanitaria
- Medico: Flavio D'Ascenzi, Walter Vannuccini
- Preparatore atletico: Omar Fabian Pelillo
- Fisioterapista: Francesco Alfatti, Lorenzo Nuti

## Rosa
| N° | Nome                  | Ruolo | Data di nascita | Nazionalità sportiva |
| -- | --------------------- | ----- | --------------- | -------------------- |
| 1  | Marco Fabroni         | P     | 4 agosto 1981   | Italia               |
| 3  | Sergio Noda           | S     | 23 marzo 1987   | Spagna               |
| 4  | Filippo Vedovotto     | S     | 2 dicembre 1990 | Italia               |
| 5  | Cesare Gradi          | S/O   | 2 gennaio 1988  | Italia               |
| 7  | Williams Padura       | S/O   | 24 ottobre 1986 | Italia               |
| 8  | Stefano Patriarca     | C     | 23 luglio 1987  | Italia               |
| 9  | Renato Russomanno     | S     | 5 gennaio 1983  | Brasile              |
| 10 | Maurizio Cannistrà    | S/O   | 24 luglio 1987  | Italia               |
| 11 | Roberto Braga         | C     | 7 agosto 1984   | Italia               |
| 13 | Vincenzo Spadavecchia | C     | 1º agosto 1993  | Italia               |
| 14 | Simone Di Tommaso     | P     | 12 maggio 1982  | Italia               |
| 15 | Andrea Cesarini       | L     | 22 luglio 1987  | Italia               |
| 16 | Leonardo Battista     | L     | 25 marzo 1995   | Italia               |
| 18 | Michael Menicali      | C     | 8 marzo 1990    | Italia               |

## Mercato
| Acquisti | Acquisti              | Acquisti          | Acquisti   |
| R.       | Nome                  | da                | Modalità   |
| -------- | --------------------- | ----------------- | ---------- |
| L        | Leonardo Battista     | Aversa            | definitivo |
| S/O      | Maurizio Cannistrà    | Massa             | definitivo |
| L        | Andrea Cesarini       | Civita Castellana | definitivo |
| P        | Simone Di Tommaso     | Aversa            | definitivo |
| P        | Marco Fabroni         | Argos             | definitivo |
| S/O      | Cesare Gradi          | Corigliano Volley | definitivo |
| C        | Michael Menicali      | Civita Castellana | definitivo |
| S/O      | Williams Padura       | Police            | definitivo |
| C        | Stefano Patriarca     | Piacenza          | definitivo |
| S        | Renato Russomanno     | Milano            | definitivo |
| C        | Vincenzo Spadavecchia | Molfetta          | definitivo |
| S        | Filippo Vedovotto     | Callipo           | definitivo |

| Cessioni | Cessioni               | Cessioni          | Cessioni   |
| R.       | Nome                   | a                 | Modalità   |
| -------- | ---------------------- | ----------------- | ---------- |
| C        | Matteo Bortolozzo      | Civita Castellana | definitivo |
| S        | Ferdinando Della Volpe | ?                 | definitivo |
| C        | Andrea Di Marco        | ?                 | definitivo |
| C        | Matteo Granito         | Invicta           | definitivo |
| S/O      | Mladen Majdak          | Grand Nancy       | definitivo |
| L        | Andrea Marchisio       | Tuscania          | definitivo |
| S        | Daniele Mengozzi       | ?                 | definitivo |
| P        | Matteo Pistolesi       | Top Volley Latina | definitivo |
| S        | Giacomo Raffaelli      | Porto Robur Costa | definitivo |
| P        | Mario Scappaticcio     | -                 | ritirato   |
| S        | Jan Willem Snippe      | Narbonne          | definitivo |
| S/O      | Vincenzo Tamburo       | Lupi Santa Croce  | definitivo |

## Risultati

### Serie A2

#### Regular season

##### Girone di andata
| 1ª giornata - 9 ottobre 2016 PalaEstra, Siena                    | Emma Villas         | 3 - 0 | Club Italia     | 25-20, 25-18, 25-22               |
| 2ª giornata - 16 ottobre 2016 PalaAlberti, Lauria                | Rinascita Lagonegro | 0 - 3 | Emma Villas     | 17-25, 20-25, 21-25               |
| 3ª giornata - 23 ottobre 2016 PalaEstra, Siena                   | Emma Villas         | 3 - 0 | Impavida Ortona | 25-13, 25-20, 25-20               |
| 4ª giornata - 30 ottobre 2016 PalaParenti, Santa Croce sull'Arno | Lupi Santa Croce    | 0 - 3 | Emma Villas     | 23-25, 21-25, 17-25               |
| 5ª giornata - 6 novembre 2016 PalaEstra, Siena                   | Emma Villas         | 3 - 1 | Potentino       | 25-17, 27-29, 25-23, 25-13        |
| 6ª giornata - 13 novembre 2016 PalaMalè, Viterbo                 | Tuscania            | 3 - 1 | Emma Villas     | 25-17, 23-25, 25-22, 25-21        |
| 7ª giornata - 19 novembre 2016 PalaEstra, Siena                  | Emma Villas         | 3 - 0 | New Mater       | 25-21, 26-24, 25-20               |
| 8ª giornata - 27 novembre 2016 Palazzetto dello Sport, Tricase   | Alessano            | 3 - 2 | Emma Villas     | 25-23, 19-25, 20-25, 25-21, 15-13 |
| 9ª giornata - 4 dicembre 2016 PalaEstra, Siena                   | Emma Villas         | 3 - 2 | Aversa          | 20-25, 25-12, 25-15, 21-25, 17-15 |

##### Girone di ritorno
| 10ª giornata - 7 dicembre 2016 Palazzetto dello Sport, Roma     | Club Italia     | 0 - 3 | Emma Villas         | 19-25, 17-25, 21-25               |
| 11ª giornata - 11 dicembre 2016 PalaEstra, Siena                | Emma Villas     | 3 - 0 | Rinascita Lagonegro | 25-16, 25-17, 25-16               |
| 12ª giornata - 18 dicembre 2016 Palasport Comunale, Ortona      | Impavida Ortona | 1 - 3 | Emma Villas         | 16-25, 23-25, 25-20, 15-25        |
| 13ª giornata - 26 dicembre 2016 PalaEstra, Siena                | Emma Villas     | 3 - 2 | Lupi Santa Croce    | 20-25, 25-22, 25-17, 21-25, 15-4  |
| 14ª giornata - 5 gennaio 2017 PalaCivitanova, Civitanova Marche | Potentino       | 0 - 3 | Emma Villas         | 26-28, 16-25, 14-25               |
| 15ª giornata - 8 gennaio 2017 PalaEstra, Siena                  | Emma Villas     | 2 - 3 | Tuscania            | 21-25, 25-21, 26-28, 25-20, 14-16 |
| 16ª giornata - 15 gennaio 2017 PalaGrotte, Castellana Grotte    | New Mater       | 0 - 3 | Emma Villas         | 22-25, 21-25, 19-25               |
| 17ª giornata - 22 gennaio 2017 PalaEstra, Siena                 | Emma Villas     | 3 - 0 | Alessano            | 25-20, 28-26, 25-17               |
| 18ª giornata - 3 febbraio 2017 PalaJacazzi, Aversa              | Aversa          | 0 - 3 | Emma Villas         | 26-28, 21-25, 21-25               |

#### Pool promozione

##### Girone di andata
| 1ª giornata - 11 febbraio 2017 PalaEstra, Siena                      | Emma Villas       | 3 - 0 | Tricolore   | 25-14, 25-19, 25-20        |
| 2ª giornata - 15 febbraio 2017 Palazzetto dello Sport, Montefiascone | Civita Castellana | 3 - 1 | Emma Villas | 20-25, 25-23, 25-21, 25-21 |
| 3ª giornata - 19 febbraio 2017 PalaEstra, Siena                      | Emma Villas       | 3 - 1 | Mondovì     | 25-19, 31-29, 23-25, 25-18 |
| 4ª giornata - 1º marzo 2017 PalaNorda, Bergamo                       | Olimpia Bergamo   | 3 - 0 | Emma Villas | 32-30, 25-21, 25-23        |
| 5ª giornata - 26 febbraio 2017 PalaEstra, Siena                      | Emma Villas       | 3 - 1 | Marconi     | 25-27, 25-21, 25-22, 25-15 |

##### Girone di ritorno
| 6ª giornata - 4 marzo 2017 PalaBigi, Reggio nell'Emilia | Tricolore   | 3 - 1 | Emma Villas       | 22-25, 25-20, 25-21, 25-22 |
| 7ª giornata - 8 marzo 2017 PalaEstra, Siena             | Emma Villas | 3 - 1 | Civita Castellana | 23-25, 27-25, 25-23, 25-18 |
| 8ª giornata - 12 marzo 2017 PalaManera, Mondovì         | Mondovì     | 0 - 3 | Emma Villas       | 23-25, 22-25, 16-25        |
| 9ª giornata - 15 marzo 2017 PalaEstra, Siena            | Emma Villas | 3 - 0 | Olimpia Bergamo   | 25-18, 25-19, 29-27        |
| 10ª giornata - 19 marzo 2017 PalaRota, Spoleto          | Marconi     | 3 - 0 | Emma Villas       | 25-20, 25-20, 25-20        |

#### Play-off promozione
| Quarti di finale (gara 1) - 26 marzo 2017 PalaEstra, Siena    | Emma Villas | 3 - 1 | Mondovì     | 22-25, 25-18, 25-18, 25-23        |
| Quarti di finale (gara 2) - 2 aprile 2017 PalaManera, Mondovì | Mondovì     | 0 - 3 | Emma Villas | 22-25, 19-25, 23-25               |
| Semifinali (gara 1) - 9 aprile 2017 PalaEstra, Siena          | Emma Villas | 3 - 0 | Marconi     | 25-13, 25-19, 25-23               |
| Semifinali (gara 2) - 16 aprile 2017 PalaRota, Spoleto        | Marconi     | 3 - 2 | Emma Villas | 22-25, 25-16, 26-24, 20-25, 15-11 |
| Semifinali (gara 3) - 20 aprile 2017 PalaEstra, Siena         | Emma Villas | 1 - 3 | Marconi     | 21-25, 23-25, 25-22, 19-25        |
| Semifinali (gara 4) - 23 aprile 2017 PalaRota, Spoleto        | Marconi     | 3 - 0 | Emma Villas | 25-19, 25-23, 25-23               |

### Coppa Italia di Serie A2

#### Fase a eliminazione diretta
| Quarti di finale - 15 dicembre 2016 PalaEstra, Siena       | Emma Villas | 3 - 0 | Atlantide Brescia | 25-18, 25-19, 25-23        |
| Semifinali - 29 dicembre 2016 PalaManera, Mondovì          | Mondovì     | 1 - 3 | Emma Villas       | 16-25, 25-20, 17-25, 23-25 |
| Finale - 29 gennaio 2017 Unipol Arena, Casalecchio di Reno | Emma Villas | 3 - 0 | Tuscania          | 25-19, 25-15, 25-22        |

## Statistiche

### Statistiche di squadra
| Competizione             | Punti | In casa | In casa | In casa | In trasferta | In trasferta | In trasferta | Totale | Totale | Totale |
| Competizione             | Punti | G       | V       | P       | G            | V            | P            | G      | V      | P      |
| ------------------------ | ----- | ------- | ------- | ------- | ------------ | ------------ | ------------ | ------ | ------ | ------ |
| Serie A2                 | 35    | 17      | 15      | 2       | 17           | 9            | 8            | 34     | 24     | 10     |
| Coppa Italia di Serie A2 | -     | 1       | 1       | 0       | 1            | 1            | 0            | 3      | 3      | 0      |
| Totale                   | -     | 18      | 16      | 2       | 18           | 10           | 8            | 37     | 27     | 10     |

G = partite giocate; V = partite vinte; P = partite perse

### Statistiche dei giocatori
| Giocatore       | Serie A2 | Serie A2 | Serie A2 | Serie A2 | Serie A2 | Coppa Italia di Serie A2 | Coppa Italia di Serie A2 | Coppa Italia di Serie A2 | Coppa Italia di Serie A2 | Coppa Italia di Serie A2 | Totale | Totale | Totale | Totale | Totale |
| Giocatore       | P        | PT       | AV       | MV       | BV       | P                        | PT                       | AV                       | MV                       | BV                       | P      | PT     | AV     | MV     | BV     |
| --------------- | -------- | -------- | -------- | -------- | -------- | ------------------------ | ------------------------ | ------------------------ | ------------------------ | ------------------------ | ------ | ------ | ------ | ------ | ------ |
| L. Battista     | 10       | 0        | 0        | 0        | 0        | 0                        | 0                        | 0                        | 0                        | 0                        | 10     | 0      | 0      | 0      | 0      |
| R. Braga        | 7        | 18       | 10       | 8        | 0        | -                        | -                        | -                        | -                        | -                        | 7      | 18     | 10     | 8      | 0      |
| M. Cannistrà    | 19       | 21       | 16       | 2        | 3        | 1                        | 1                        | 0                        | 0                        | 1                        | 20     | 22     | 16     | 2      | 4      |
| A. Cesarini     | 33       | 0        | 0        | 0        | 0        | 3                        | 0                        | 0                        | 0                        | 0                        | 36     | 0      | 0      | 0      | 0      |
| S. Di Tommaso   | 21       | 6        | 1        | 4        | 1        | 1                        | 0                        | 0                        | 0                        | 0                        | 22     | 6      | 1      | 4      | 1      |
| M. Fabroni      | 33       | 105      | 29       | 35       | 41       | 3                        | 4                        | 2                        | 1                        | 1                        | 36     | 109    | 31     | 36     | 42     |
| C. Gradi        | 10       | 5        | 4        | 1        | 0        | 0                        | 0                        | 0                        | 0                        | 0                        | 10     | 5      | 4      | 1      | 0      |
| M. Menicali     | 21       | 65       | 41       | 17       | 7        | 2                        | 4                        | 2                        | 2                        | 0                        | 22     | 69     | 43     | 19     | 7      |
| S. Noda         | 30       | 238      | 199      | 23       | 16       | 3                        | 39                       | 38                       | 1                        | 0                        | 33     | 277    | 237    | 24     | 16     |
| W. Padura       | 34       | 587      | 495      | 56       | 36       | 3                        | 62                       | 41                       | 9                        | 12                       | 37     | 649    | 536    | 65     | 48     |
| S. Patriarca    | 32       | 268      | 199      | 55       | 14       | 3                        | 20                       | 13                       | 7                        | 0                        | 35     | 288    | 212    | 62     | 14     |
| R. Russomanno   | 33       | 332      | 281      | 23       | 28       | 3                        | 21                       | 19                       | 2                        | 0                        | 36     | 353    | 300    | 25     | 28     |
| V. Spadavecchia | 31       | 216      | 126      | 73       | 17       | 2                        | 8                        | 3                        | 5                        | 0                        | 33     | 224    | 129    | 78     | 17     |
| F. Vedovotto    | 29       | 263      | 229      | 20       | 14       | 3                        | 16                       | 15                       | 1                        | 0                        | 32     | 279    | 244    | 21     | 14     |

P = presenze; PT = punti totali; AV = attacchi vincenti; MV = muri vincenti; BV = battute vincenti